# Pseudopanax lessonii
Pseudopanax lessonii, o houpara, es un árbol nativo de Nueva Zelanda que pertenece a la familia Araliaceae. 

## Descripción
Houpara es un arbusto o árbol de hasta 6 m de alto, con ramas gruesas. Las hojas están muy juntas en las puntas de los ramillas, y son folioladas de 3- a 5. Las hojas jóvenes tienen más grandes hojas que las adultas. Los pecíolos  5-15 cm de largo. 

## Distribución

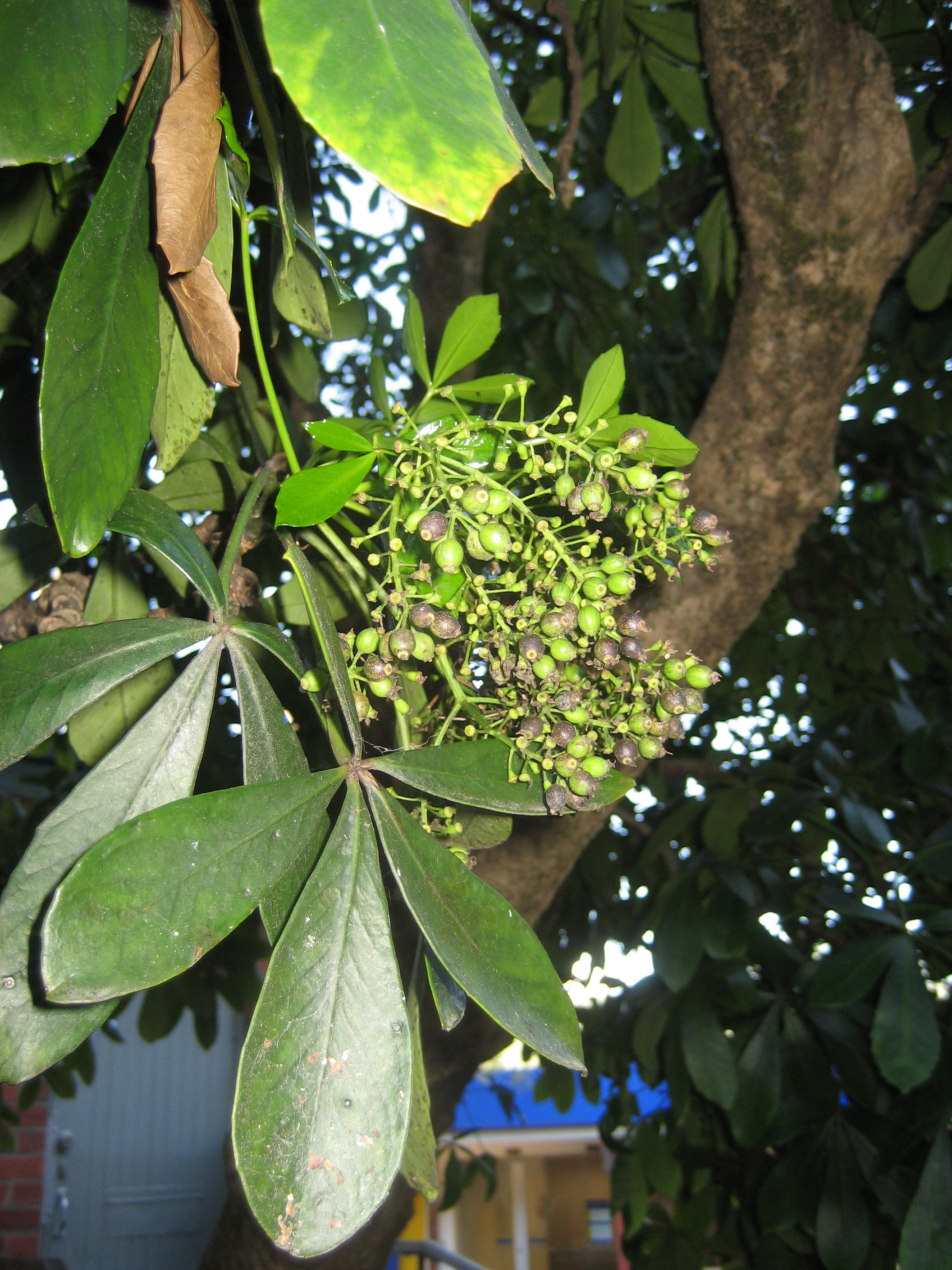
Árbol maduro con fruto

Endémico de Nueva Zelanda, La distribución natural del Houpara es el bosque natural y matorral en las Three Kings Islands y la Isla del Norte tan al sur como Poverty Bay (38°4′S).

## Cultivo

Gold Splash, Una cultivar variegado de houpara

Houpara es popular en los jardines de Nueva Zelanda, pero es raro en cultivo en otras partes, requiriendo condiciones templadas y húmedas, sin extremos de temperatura en invierno y verano. Algunos cultivares se han desarrollado, incluyendo 'Gold Splash' que tiene hojas amarillas variegadas, y 'Nigra' el cual tiene follaje oscuro púrpura café.

## Taxonomía
Polyscias lessonii fue descrita por (DC.) K.Koch y publicado en Wochenschrift für Gärtnerei und Pflanzenkunde 2: 366. 1859.
Sinonimia
- Aralia lessonii (DC.) Hook.f.
- Aralia trifolia Banks & Sol. ex Walp.
- Cussonia lessonii (DC.) A.Rich.
- Hedera lessonii (DC.) A.Gray
- Panax lessonii DC.[2]